# 莊麗珠
莊麗珠，筆名「西瀛娘子」，1966年3月21日出生於澎湖縣漁村，是台灣當代藝術家，其超現實繪畫創作多以「架空藝術」的概念從事藝術創作。2014年以油畫《漁暉》參加第77屆臺陽美展入選獲獎。